# 重晶石
重晶石（英語：Barite或Baryte），是一种由硫酸钡（BaSO4）组成的矿物。顏色一般呈白色或透明，是鋇元素的主要來源。重晶石族主要由重晶石、天青石、铅矾以及重晶石和天青石的固溶體組成。

## 名稱
重晶石的英文名「baryte」由德國的礦物學家Karsten命名，來源于古希臘文（「barus」，意為「重」），美式英文則使用「Barite」。國際礦物學協會最初採用「barite」作為官方拼寫，但之後還是改用較舊的「baryte」。此舉動引起了一些爭議，但被美國的礦物學家忽視。

## 形成
重晶石常發生於於大規模的堆積環境之中或者是透過生物作用、熱液作用、蒸發作用等方式的堆積形成而成 。另外重晶石也常見於石灰岩、鉛鋅礦脈、溫泉堆積中或與赤鐵礦的礦石共生。而重晶石也曾在隕石中被發現。

## 產地
重晶石的產地很多，遍及世界各地，在2017年世界重晶石的產量就有865萬噸，其中產出最多的為中國、印度、摩洛哥。

### 台灣
台灣重晶石的主要產地主要以金瓜石地區為主，其他地方都很稀少。而在北投地區產出的北投石也是重晶石的亞種。

## 延伸閱讀
- Johnson, Craig A.; Piatak, Nadine M.; Miller, M. Michael; Schulz, Klaus J.; DeYoung, John H.; Seal, Robert R.; Bradley, Dwight C. . U.S. Geological Survey Professional Papers. 2017. ISSN 2330-7102. doi:10.3133/pp1802D.